# Stora Paukutgrundet
Stora Paukutgrundet är en ö nära Innamo i Nagu,  Finland. Den ligger i Skärgårdshavet i Pargas stad i den ekonomiska regionen  Åboland i landskapet Egentliga Finland, i den sydvästra delen av landet. Ön ligger omkring 2 kilometer nordost om Innamo, 11 kilometer nordväst om Nagu kyrka, 32 kilometer sydväst om Åbo och omkring 170 kilometer väster om Helsingfors. Närmaste allmänna förbindelse är förbindelsebryggan vid Innamo som trafikeras av M/S Falkö.
Öns area är 1,9 hektar och dess största längd är 230 meter i sydöst-nordvästlig riktning.